# Stazione di Redcar British Steel
La stazione di Redcar British Steel è una stazione ferroviaria collocata nel borgo di Redcar e Cleveland e nella contea cerimoniale del North Yorkshire.
Aperta per servire le acciaierie del Teesside, la stazione si trova lungo la ferrovia della Valle del Tees e il suo ultimo gestore è stato Northern. Nel biennio 2017-18 è stata la stazione meno frequentata di tutta la Gran Bretagna con solamente 40 passeggeri che vi sono transitati.
A causa del fatto che l'area dell'acciaieria non è più accessibile al pubblico, il gestore ha sospeso tutti i servizi da questa stazione a partire da dicembre 2019.

## Storia
La stazione è stata aperta il 19 giugno 1978  lungo una porzione deviata della ferrovia storica. Questa deviazione è stata autorizzata da British Rail per permettere che il fascio dei binari preesitente venisse utilizzato per un'estensione dell'area dell'acciaieria. Nella porzione di binari dismessa era inclusa una fermata, Warrenby Halt, che è stata sostituita da Redcar British Steel.

## Movimento
Prima della sospensione, la stazione era servita da treni regionali di Northern Trains.